# Met Éireann
O Met Éireann (em irlandês: mʲɛtʲ ˈeːɾʲən̪ˠ; em português: Met da Irlanda) é o serviço meteorológico nacional estatal da Irlanda, sendo uma divisão do Departamento de Habitação, Governo Local e Patrimônio. Tem por missão "monitorar, analisar e prever o tempo e o clima da Irlanda e fornecer uma gama de informações meteorológicas e relacionadas de alta qualidade ao público e a clientes específicos, por exemplo, nos setores da aviação e da agricultura".

## História
A história da meteorologia moderna na Irlanda remonta a 8 de outubro de 1860, quando as primeiras observações meteorológicas foram transmitidas do Observatório de Valentia, na Ilha de Valentia, no condado de Kerry, para o Escritório Meteorológico Britânico. Uma rede de estações meteorológicas foi estabelecida ao redor das costas do Reino Unido da Grã-Bretanha e da Irlanda. Após a independência da maior parte da Irlanda como Estado Livre Irlandês em dezembro de 1922, o novo Estado Livre continuou a contar com o British Met Office para serviços meteorológicos e o Met Office continuou a administrar as estações meteorológicas em todo o Estado Livre. Com o advento dos serviços aéreos transatlânticos na década de 1930, foi decidido que a Irlanda precisava do seu próprio serviço meteorológico para fornecer relatórios meteorológicos detalhados para a aviação. 

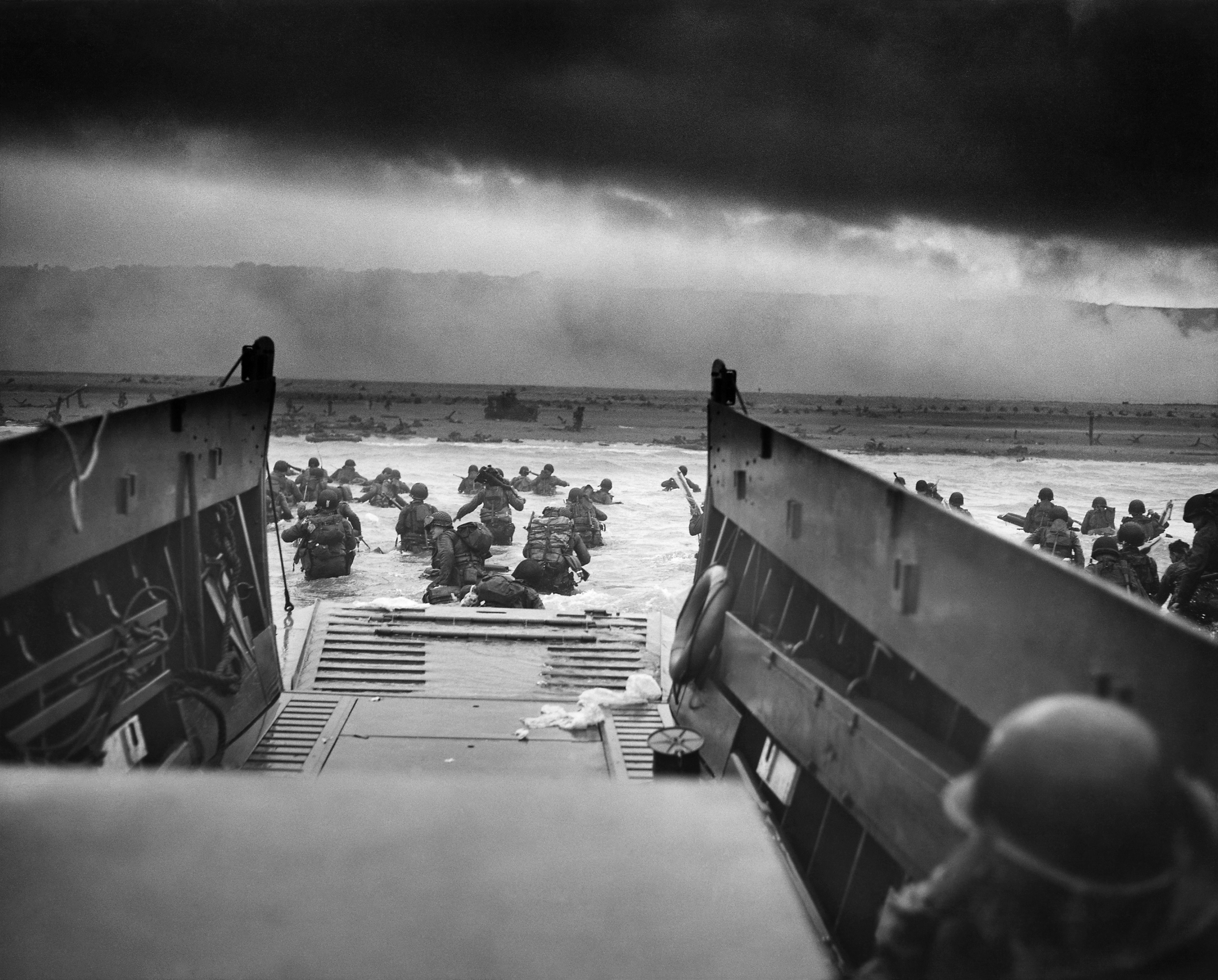
O desembarque das tropas dos Aliados no Dia D aconteceu com a ajuda do Met Éireann, que lançou previsão de tempo bom na região

Assim, em 1936 foi criado o Serviço Meteorológico Irlandês,com sede em St. Andrew's Street, Dublin, que em 1937 assumiu a rede de estações meteorológicas do British Met Office. No início, o novo serviço meteorológico recebeu apoio do Met Office, mas em 1941 o Serviço se tornou independente, contando com recursos próprios. Nos anos seguintes, durante a Segunda Guerra Mundial,  o Serviço Meteorológico Irlandês forneceu aos Aliados informações meteorológicas, apesar da neutralidade oficial do país. A decisão de prosseguir com o plano do Dia D na Normandia foi tomada após um boletim meteorológico favorável da estação meteorológica de Blacksod Point, no condado de Mayo. 
O serviço expandiu-se nos anos do pós-guerra, com a sua sede sendo transferida para O'Connell Street , em frente ao The Gresham Hotel, em Dublin, e o Serviço começou a fornecer previsões para a Rádio Éireann a partir de 1948, para jornais diários a partir de 1952, para a televisão logo após as primeiras transmissões televisivas do Raidió Teilifís Éireann (RTÉ) em 1962, e passou a gravar previsões telefônicas na década de 1960. A Irlanda aderiu à Organização Meteorológica Mundial da ONU na década de 1950 e foi membro fundador do Centro Europeu de Previsões Meteorológicas de Médio Prazo em 1975 e da EUMETSAT em 1983. 
Em 1979, o serviço mudou-se para novas instalações construídas especificamente em Glasnevin, Dublin, projetadas por Liam McCormick (conhecido principalmente por suas contruções religiosas no Ulster). Em 1996 o serviço foi renomeado para Met Éireann. 
A Met Éireann lançou seu primeiro site em 2001. Além do site, nos anos seguintes também foram lançaso aplicativos móveis para Android e iOS. 
Oferece serviços especializados para agricultura, meio-ambiente, aviação entre outros. 

## Estrutura

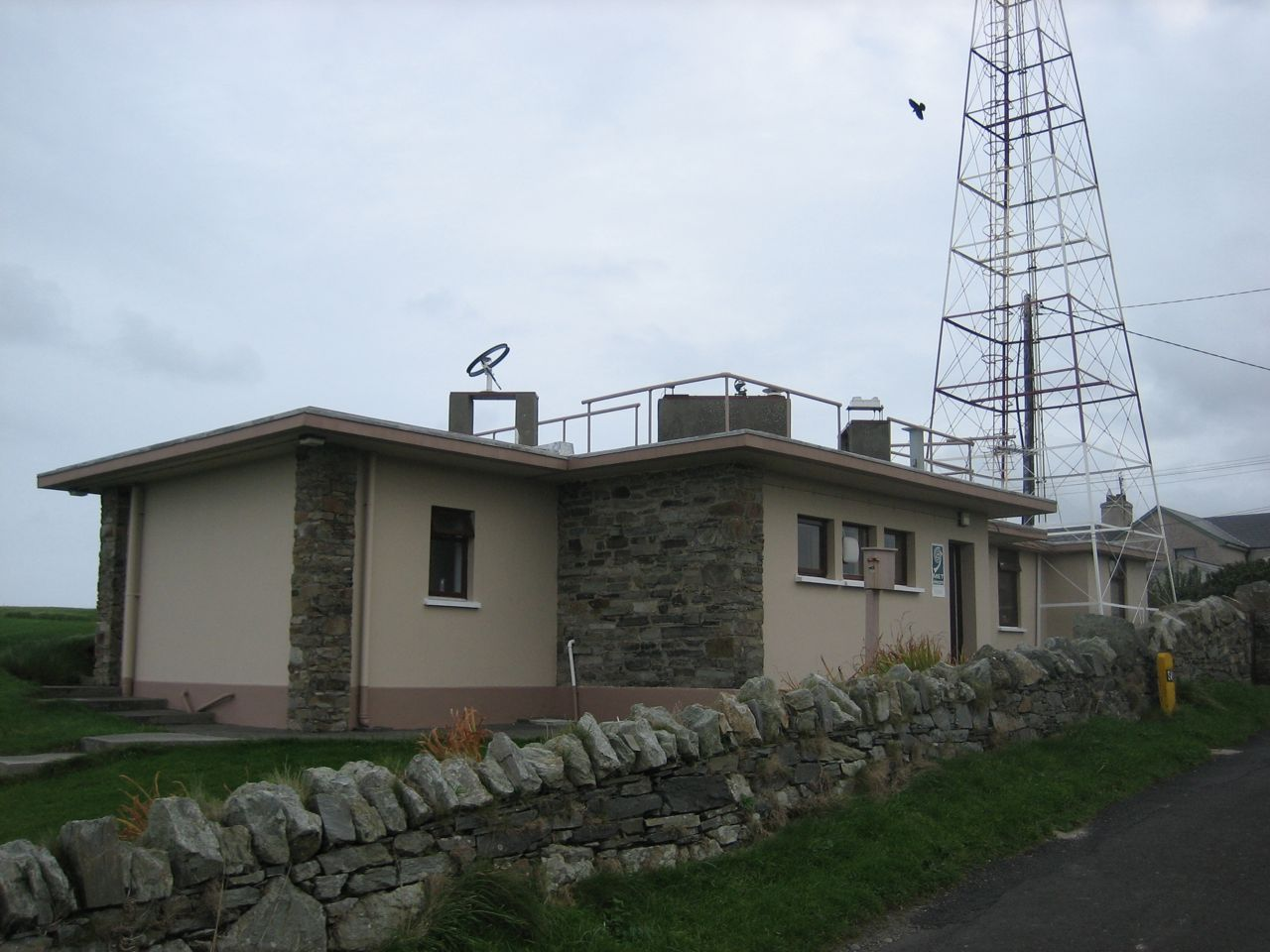
A estação meteorológica de Malin Head, Co. Donegal

O Met Éireann é dividido em 8 áreas, sendo cada uma delas responsável por um tipo de serviço e oferece serviços especializados para agricultura, meio-ambiente, aviação entre outros:  
- Divisão de Serviços de Aviação: a função principal da Divisão de Serviços de Aviação (ASD) da Met Éireann é fornecer ou providenciar o fornecimento de informações meteorológicas relacionadas à aviação operacional
- Divisão de Previsão: é esponsável pela emissão de previsões e avisos sobre as condições meteorológicas que afectam as áreas terrestres e marítimas da Irlanda, pela emissão de previsões de aviação especializadas e por fornecer avisos para o espaço aéreo irlandês e para os aeroportos estatais irlandeses
- Divisão de Previsão de Inundações: tem por funções principais desenvolver a prática da hidrometeorologia na Irlanda e colaborar com especialistas e representantes hidrometeorológicos, hidrológicos e meteorológicos nacionais e internacionais
- Divisão de Continuidade de Negócios e Gerenciamento de Instalações: supervisiona a operações e processos gerais, incluindo a gestão das instalações da Met Éireann a nível nacional e das obras de alojamento e a gestão, supervisão e suporte de contratos de clientes
- Divisão de Operações Comerciais: faz a gestão das funções de apoio empresarial do Met Éireann como serviço meteorológico e faz , gestão e supervisão dos orçamental do Met
- Divisão de Tecnologia: desenvolve e gerencia sistemas TIC utilizados para a produção e a divulgação de dados meteorológico
- Divisão de Serviços Climáticos, Pesquisa e Aplicações: realiza pesquisas básica é é responsável pelos Serviços Climáticos, Ciência Climática e Comunicação Climática do Met
- Divisão de Observações: é responsável pelo desenvolvimento de sistemas de apoio ao trabalho operacional central do Met Éireann, incluindo estações meteorológicas terrestres, rede de radares meteorológicos, sistemas de recepção de satélite

### Diretores
O atual [2023] diretor é Eoin Moran, que antes havia sido secretário adjunto do Met Éireann. A Diretora Assistente é a Dra. Sarah O'Reilly.
- 1936-1948: Austen H. Nagle
- 1948-1964: Mariano Doporto
- 1965-1978: P.M. Austin Bourke
- 1978-1981: P. Kilian Rohan
- 1981-1988: Donal L. Linehan
- 1989-2009: Declan J. Murphy
- 2009-2016: Liam Campbell
- 2016-Present: Eoin Moran

## Sumário
- Este artigo foi inicialmente traduzido, total ou parcialmente, do artigo da Wikipédia em inglês cujo título é «Met Éireann».